# اچ‌ام‌اچ‌اس آنجلیا
اچ‌ام‌اچ‌اس آنجلیا (به انگلیسی: HMHS Anglia) یک زیردریایی است که طول آن ۳۲۹ فوت (۱۰۰ متر) می‌باشد. این زیردریایی در سال ۱۸۹۹ ساخته شد.